# Усадебный дом (Харьков)
Усадебный дом (Дом Филонова) — памятник архитектуры конца XVIII века в Харькове.
Является памятником архитектуры национального значения Харьковской области (охранный номер 697). В 1818—1829 годах здесь размещался Харьковский институт благородных девиц.
Адрес: Украина, Харьковская область, город Харьков, улица Дмитриевская, 14.

## История
Усадебный дом в Харькове на улице Дмитриевская, 14 был построен в конце XVIII — начале XIX веков в стиле классицизма головой Слободско-Украинской палаты уголовного розыска, коллежским советником Минстером Юрием Фёдоровичем. Считается, что автором проекта этого дома был Ярославский Петр Антонович, поскольку в то время он занимал должность губернского архитектора.

## Описание

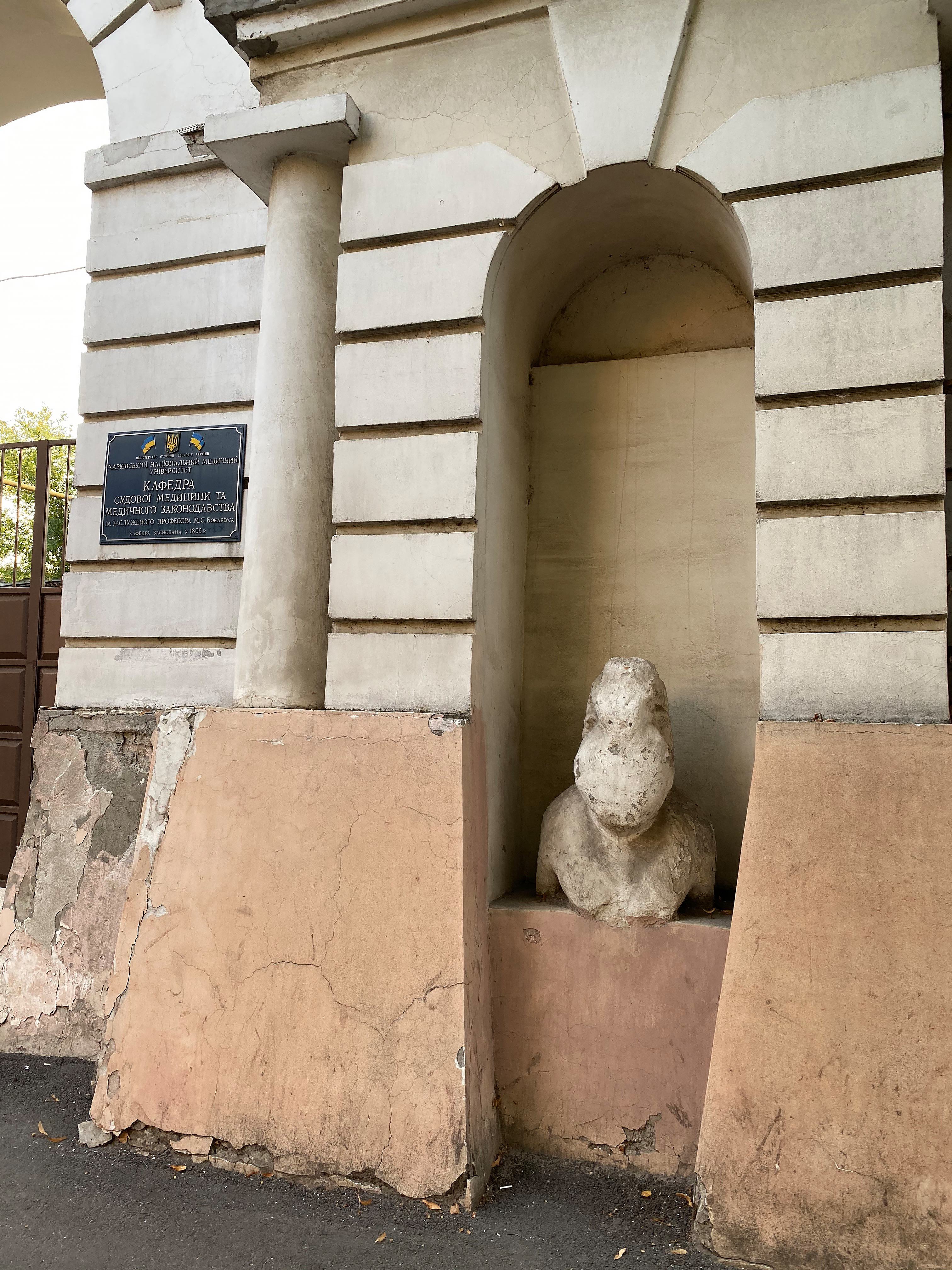
Скифская каменная баба

Этот жилой дом построен из кирпича на высоком цоколе, оштукатуренный. По плану он имеет П-образный вид, перекрытия у него — плоские. Первоначальная планировка не сохранилось. Здание построено по типовому проекту дома с фасадами «на 5 или 7 осей», то есть с пятью или семью окнами по длине сооружения. Главный фасад здания имеет четырёх-колонный портик также на высоком цоколе, который увенчан треугольным фронтоном дорического ордера. Стены дома и ворота декорированные рустиком, а окна оформлены сандриками с кронштейнами.
В нише при въездных воротах дома установлено скифское изваяние из песчаника — так называемая «скифская баба» представляющая собой сидящую фигуру, по очертаниям которой можно утверждать о её принадлежности к женскому полу. Предполагают, что она была подарена одному из владельцев дома друзьями.

## Судьба дома
В 1810-х годах имение Минстера имение было разделено на части и продано различным частным лицам. За прежним хозяином остался лишь небольшой участок с усадебным домом. На участке остался английским сад — и именно здесь с 1818 по 1829 год находился  Харьковский институт благородных девиц.
После того, как институт благородных девиц переехал в другое место, в Усадебном доме размещались казармы гарнизона внутренней стражи. В средине XIX столетия особняк перешел в собственность и в нём жил богатый местный землевладелец и домовладелец, первый председатель Правления Харьковской общественной библиотеки (1886—1892), член общества знания — Борис Григорьевич Филонов.
После смерти Бориса Филонова в бывшем поместье Минстеров жила вдова Надежда Михайловна Филонова вместе с небольшой, но интересной коллекцией фарфора и картин (работы Т. Шевченко, К. Брюллова, Б. Васнецова, И. Айвазовского, Н. Сверчкова, Н. Ге), которая была доступна для обозрения с разрешения хозяйки.
Когда в 1869 году в Харькове открылась первая городская больница для малообеспеченных населения — Александровская больница, то у её станции скорой помощи долго не было своего собственного помещения. Только после Октябрьской революции Усадебный дом Филонова был передан в распоряжение Александровской городской больницы, где расположилась станция скорой помощи. Затем в советское время здание было передано 1-й харьковской городской больнице. Как медицинское учреждение существует по настоящее время.

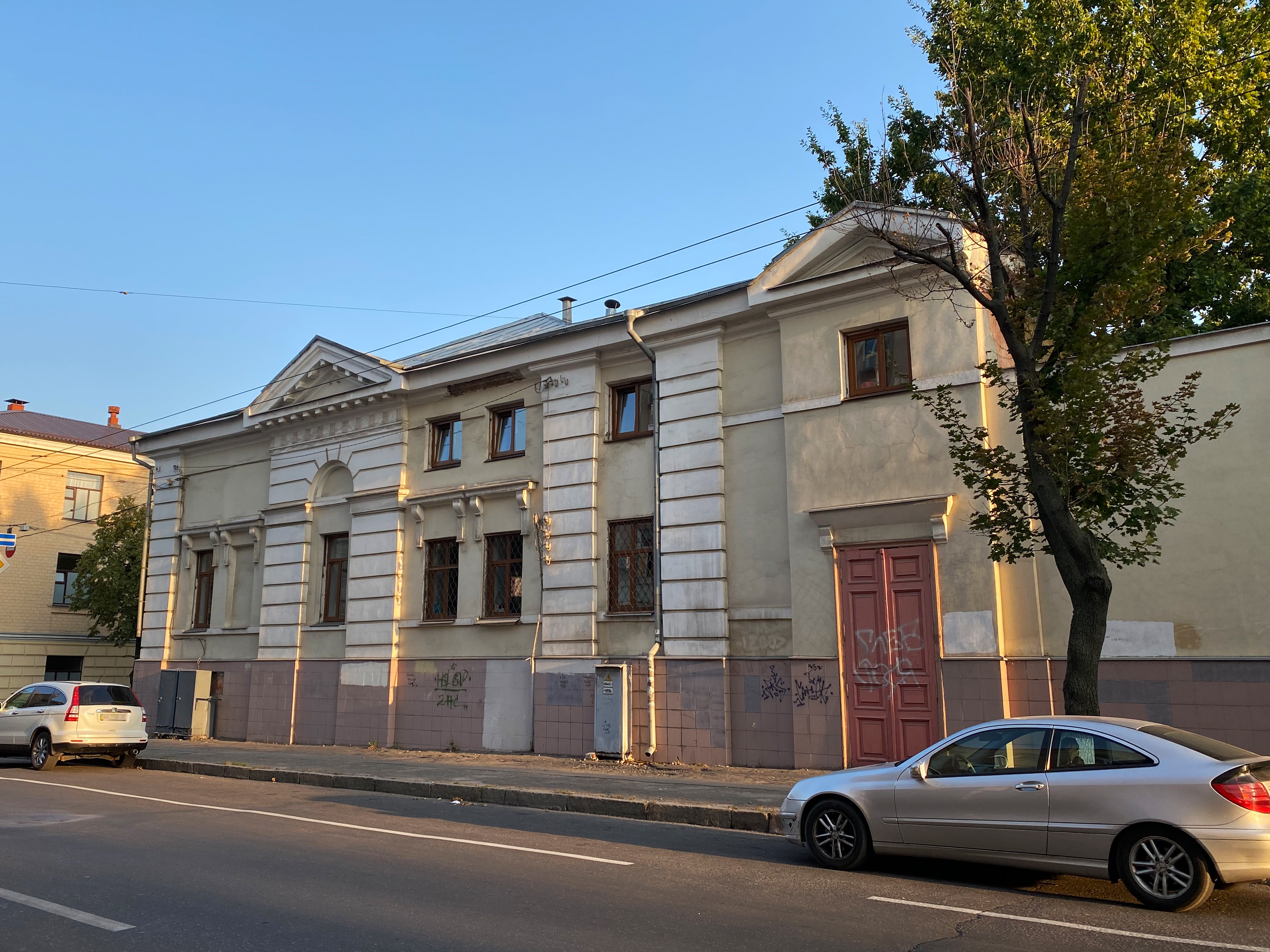
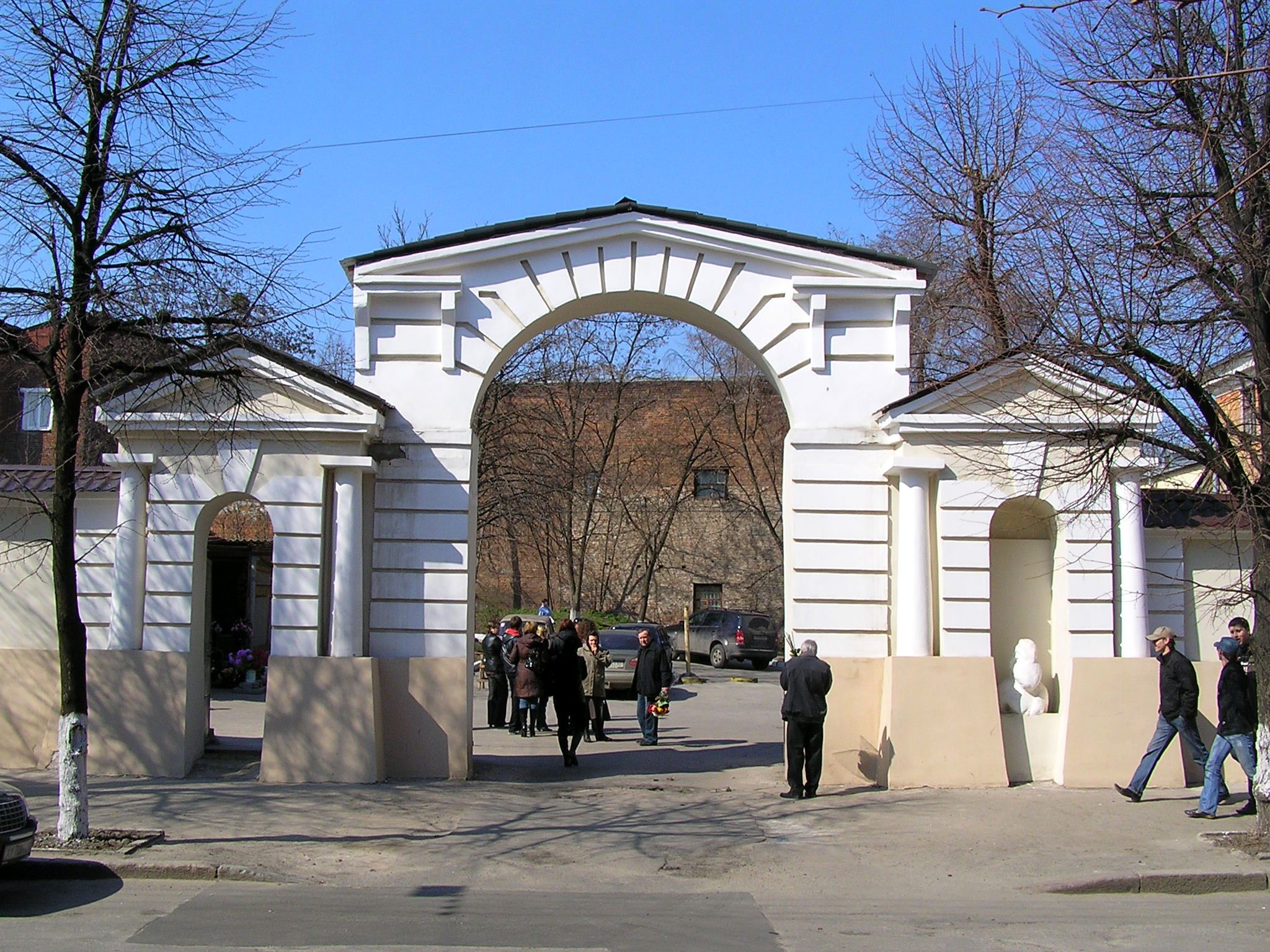
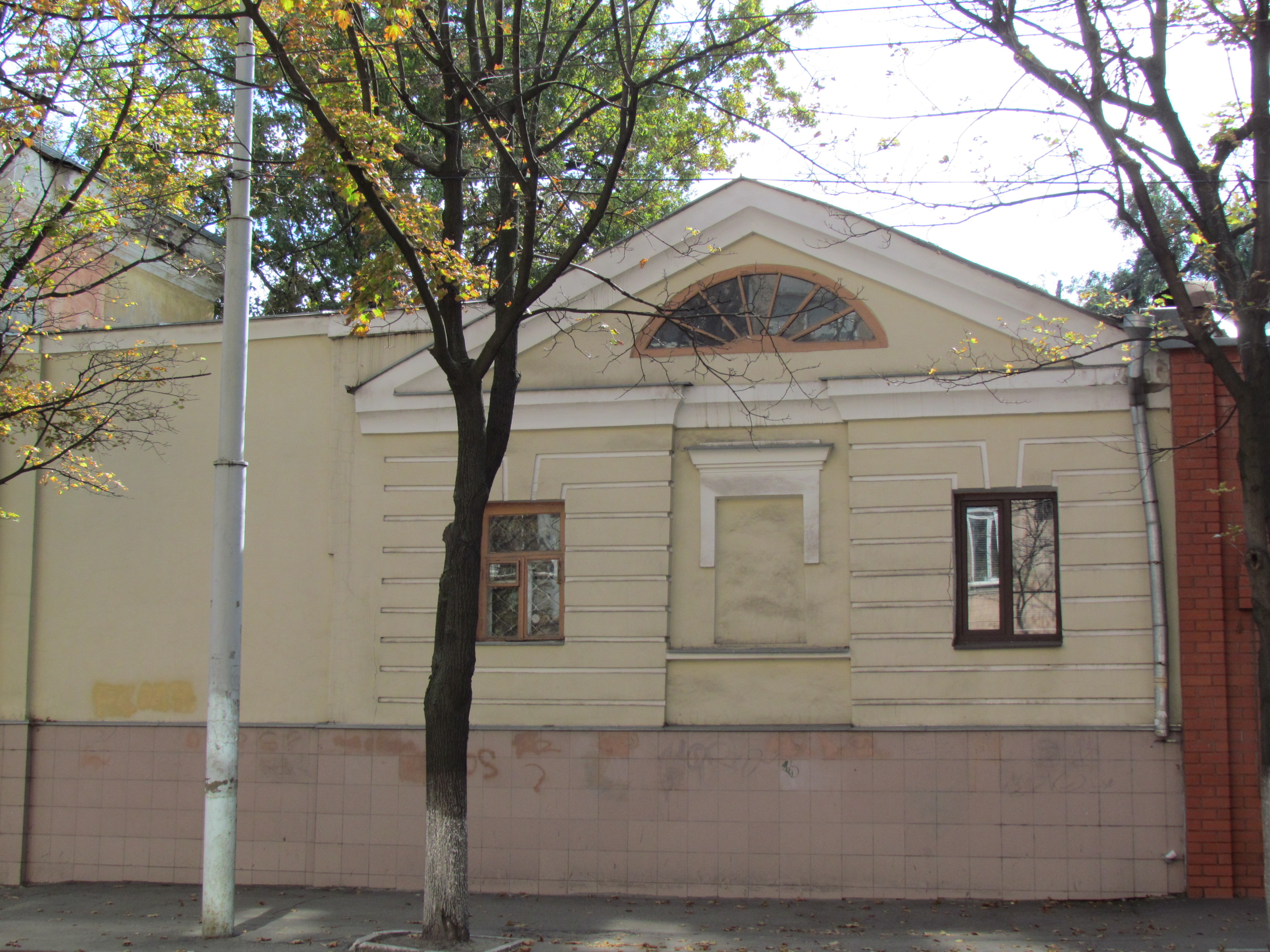
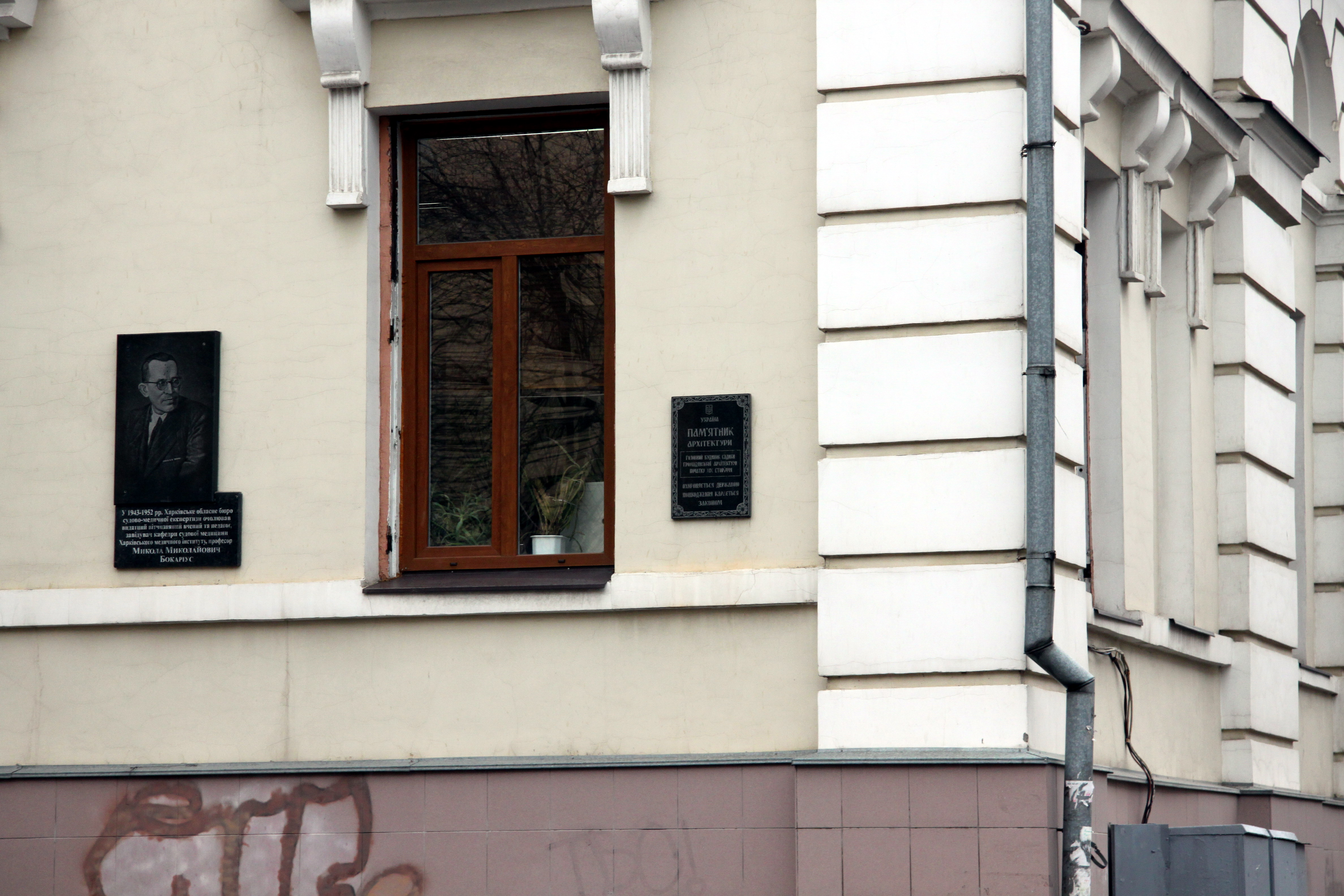